# Дворцовый театр Уотфорда
Дворцовый театр Уотфорда (англ. Watford Palace Theatre) ― театр в городе Уотфорд, графство Хартфордшир, Соединённое Королевство. Построен в 1908 году в стиле Эдвардианской архитектуры. Рассчитан на 600 зрителей.

## История
Театр был построен по заказу компании Watford Hippodrome Co., Ltd. Первый камень в основание будущего Дворцового театра был заложен 3 июня 1908 года. Проект театра был разработан архитектором Х. М. Теобальдом. Строительными работами непосредственно руководили братья Баркеры из Мейденхеда. Строительство заняло шесть месяцев, открытие театра состоялось 14 декабря 1908.
В первые годы репертуар театра состоял из варьете и пьес, в основной массе заимствованных у других театров. Тогда здесь выступали такие эстрадные артисты, как Мэри Ллойд, Эви Грин и Лотти Леннокс. На Рождество в театре ставились пантомимы.
В начале 1960-х годов директором театра был актёр и писатель Джимми Перри, наиболее известный по своей работе над телесериалом «Папашина армия».
В сентябре 2004 года театр открылся после двухлетней реконструкции, финансируемой Британской национальной лотереей в размере 8,8 млн. фунтов стерлингов. В ходе реконструкции было увеличено общественное пространство, открыты два бара, дневное кафе, налажено воздушное охлаждение и установлены новые места для зрителей. Доступ к зданию был улучшен установкой лифта, пандусов и автоматических входных дверей.
В октябре 2015 года театр был удостоен Театральной премии Соединённого Королевства в номинации «Promotion of Diversity» (совместно с театром Кёрв в Лейстере).